# Tennessee Titans 2002
La stagione 2002 dei Tennessee Titans è stata la 33ª della franchigia nella National Football League, la 43ª complessiva Con il debutto degli Houston Texans come 32ª squadra della NFL, la lega riorganizzò le division, inserendo i Titans nella nuova AFC South che fu subito vinta dalla franchigia con un record di 11-5. Nel divisional round dei playoff Tennessee batté i Pittsburgh Steelers, venendo eliminata nella finale della American Football Conference la settimana successiva dagli Oakland Raiders.

## Calendario
| Stagione regolare |                         |                    |                    |
| Turno             | Avversario              | Risultato          | TV                 |
| 1                 | Philadelphia Eagles     | V 27–24            | FOX                |
| 2                 | at Dallas Cowboys       | S 13–21            | CBS                |
| 3                 | Cleveland Browns        | S 28–31            | CBS                |
| 4                 | at Oakland Raiders      | S 25–52            | CBS                |
| 5                 | Washington Redskins     | S 14–32            | CBS                |
| 6                 | Jacksonville Jaguars    | V 23–14            | CBS                |
| 7                 | Settimana di pausa      | Settimana di pausa | Settimana di pausa |
| 8                 | at Cincinnati Bengals   | V 30–24            | CBS                |
| 9                 | at Indianapolis Colts   | V 23–15            | CBS                |
| 10                | Houston Texans          | V 17–10            | CBS                |
| 11                | Pittsburgh Steelers     | V 31–23            | CBS                |
| 12                | at Baltimore Ravens     | S 12–13            | CBS                |
| 13                | at New York Giants      | V 32–29            | CBS                |
| 14                | Indianapolis Colts      | V 27–17            | CBS                |
| 15                | New England Patriots    | V 24–7             | ABC                |
| 16                | at Jacksonville Jaguars | V 28–10            | CBS                |
| 17                | at Houston Texans       | V 13–3             | CBS                |

## Classifiche
| AFC South              | AFC South | AFC South | AFC South | AFC South | AFC South | AFC South | AFC South | AFC South | AFC South |
|                        | V         | S         | P         | %         | DIV       | CONF      | PF        | PS        | STR       |
| ---------------------- | --------- | --------- | --------- | --------- | --------- | --------- | --------- | --------- | --------- |
| (2) Tennessee Titans   | 11        | 5         | 0         | .688      | 6–0       | 9–3       | 367       | 324       | V5        |
| (5) Indianapolis Colts | 10        | 6         | 0         | .625      | 4–2       | 8–4       | 349       | 313       | V1        |
| Jacksonville Jaguars   | 6         | 10        | 0         | .375      | 1–5       | 4–8       | 328       | 315       | S2        |
| Houston Texans         | 4         | 12        | 0         | .250      | 1–5       | 2–10      | 213       | 356       | S3        |